# Un x100to
«Un x100to» (leído como «Un por ciento») es una canción del grupo estadounidense Grupo Frontera y el cantante puertorriqueño Bad Bunny. Fue publicada y lanzada como sencillo el 17 de abril de 2023, a través de Rimas Entertainment.

## Antecedentes
Después de que Bad Bunny se llamare a sí Tuyo un «gran fanático» de la música música regional mexicana, la canción marcó la segunda vez que el artista se acercó al género, luego del remix de «Soy el Diablo» de Natanael Cano en 2019. En una entrevista con Zane Lowe, expresó su amor por el grupo y explicó lo importante que es para el mundo estar expuesto a otros géneros musicales latinos además del «reguetón, el perreo y la música urbana». El artista publicó un TikTok de él bailando la canción el 16 de abril de 2023, su primera aparición en la aplicación en cuatro meses.
En The Zane Lowe Show, el grupo declaró que no tenían idea de la colaboración con Benito hasta el mismo día de la grabación del vídeo musical. En la entrevista el grupo mencionó que Edgar Barrera, compositor de la canción, les dijo que tenía una sorpresa para ellos, pero no les diría cuál sería dicha sorpresa. Fue así como el grupo se sorprendió cuando vieron a Benito bajar de su remolque y dirigirse directamente al set de grabación, incluso mencionaron que se sorprendieron aún más cuando Benito comenzó a cantar su parte correspondiente del sencillo, porque no habían escuchado la parte de la colaboración de Benito hasta el día de la grabación.

## Composición
La canción está producida por el hitmaker latino Edgar Barrera y el productor puertorriqueño-dominicano Mag Borrero, la canción presenta una fusión de «percusión cautivadora» y «melodía de acordeón» característica de Grupo Frontera. El coro lo cantan Payo Solís –vocalista principal del grupo– y Bad Bunny. Cuenta la historia de una persona que extraña a su expareja, la llama cuando le queda solo un uno por ciento de batería en el teléfono y le envía mensajes que la mantienen despierta.
La canción se basa en una progresión armónica similar al clásico del tejano «Desvelado» de Bobby Pulido (Notablemente tanto Pulido como el proyecto de Grupo Frontera son originarios de Edinburg, Texas). Poco después del lanzamiento del tema, en mayo de 2023, Pulido interpretó el coro de «Un x100to» dentro de su misma interpretación de «Desvelado» en un festival en Monterrey, Nuevo León
Ingrid Fajardo de Billboard se refirió a la canción como un «nuevo himno de desamor».

## Video musical
El 17 de abril de 2023 se lanzó un video musical adjunto, dirigido por Abelardo Báez y filmado en un pueblo fantasma de Nevada. Las imágenes están ambientadas en un rancho. Bad Bunny se destaca entre el grupo con un atuendo azul claro, mientras que Grupo Frontera usa ropa estilo vaquero.

## Listas
| Lista (2023)                       | Posición más alta |
| ---------------------------------- | ----------------- |
| Argentina (Argentina Hot 100)      | 6                 |
| Bolivia (Bolivia Songs)            | 1                 |
| Bolivia (Monitor Latino)           | 2                 |
| Canadá (Canadian Hot 100)          | 70                |
| Chile (Chile Songs)                | 1                 |
| Colombia (Colombia Songs)          | 2                 |
| Ecuador (Ecuador Songs)            | 1                 |
| Estados Unidos (Billboard Hot 100) | 5                 |
| Estados Unidos (Hot Latin Songs)   | 2                 |
| Global 200 (Billboard)             | 1                 |
| México (Mexico Songs)              | 2                 |
| Perú (Peru Songs)                  | 1                 |
| Suiza (Schweizer Hitparade)        | 77                |
| Uruguay (Monitor Latino)           | 14                |